# Haemogregarinidae
Haemogregarinidae is een familie in de taxonomische indeling van de Myzozoa, een stam van microscopische parasitaire dieren.